# 和歌山県道157号山東停車場線
和歌山県道157号山東停車場線（わかやまけんどう157ごう さんどうていしゃじょうせん）は、和歌山県和歌山市を通る一般県道である。

## 概要
和歌山電鐵貴志川線 伊太祈曽駅前から和歌山市伊太祈曽に至る。
路線名および起点を山東停車場としているが、現在は伊太祈曽駅を名乗っている駅を指しており、山東駅は別地点に隣駅として存在する。このため、認定内容と実際に齟齬が生じている。

### 路線データ
- 起点：和歌山市伊太祈曽（和歌山電鐵貴志川線 伊太祈曽駅前）
- 終点：和歌山市伊太祈曽（和歌山県道9号岩出海南線交点）
- 実延長：112 m

## 歴史
本路線は、道路法（昭和27年法律第180号）第7条の規定に基づき、一般県道として1959年（昭和34年）に和歌山県が第1次認定した路線のひとつである。

### 年表
- 1959年（昭和34年）5月14日 - 和歌山県が一般県道として山東停車場線を認定[1]。

## 地理

### 通過する自治体
- 和歌山県
  - 和歌山市

### 交差する道路
| 交差する道路                                             | 交差する場所 | 交差する場所 |
| -------------------------------------------------------- | ------------ | ------------ |
| 和歌山県道9号岩出海南線 和歌山県道138号和歌山野上線 重複 | 伊太祈曽     | 終点         |

### 沿線
- 和歌山電鐵貴志川線 - 伊太祈曽駅